# Луткарско позориште мајстора Педра
Луткарско позориште мајстора Педра (шп. Еl retablo de maese Pedro) је луткарска опера у једном чину с прологом и епилогом коју је компоновао шпански композитор Мануел де Фаља на либрето заснован на једној епизоди из Дон Кихота Мигела де Сервантеса. Либрето је верна адаптација Севантесовог текста из 26. поглавља другог дела Дон Кихота, са неколико измењених речи. Фаља је компоновао ову оперу "као одавање почасти слави Мигела де Сервантеса" и посветио је принцези де Полињак, која је наручила дело. Због свог кратког трајања по оперским стандардима (око 27 минута), није део устаљеног оперског репертоара.
Ото Мајер-Сера је описао ову оперу као дело у ком је Фаља отишао даље од "андалузијанизма" по свом непосредном музичком утицају и колориту и започео прелаз у "шпански неокласицизам" карактеристичан за његова касније дела.

## Историја извођења
Винарета Сингер, позната као принцеза Едмон де Полињак, 1919. године је наручила од Фаље дело које би се могло извести у њеном салону, у самостално израђеном луткарском позоришту. (Друге њене наруџбине су укључивале Ренар Игора Стравинског и Сократ Ерика Сатија, иако ниједно од ових дела није имало премијеру у њеном приватном позоришту.) Дело је завршено 1923. године. Фаља је одлучио да постави једну епизоду из Сервантесовог Дон Кихота која управо описује луткарску представу. Написао је свој либрето, издвајајући и спајајући делове из 25. и 26. поглавља другог дела Дон Кихота. Главни лик посматра луткарску представу и толико се уживи у радњу да покушава да спасе даму у невољи, али једино му полази за руком да уништи луткарско позориште сиротог мајстора Педра.
Фаљин оригинални план за принцезино позориште је био двослојни, драма-у-драми приступ – где би велике лутке представљале Дон Кихота, мајстора Педра и друге гледаоце представе, а мале фигуре лутке мајстора Педра. Три певача би била у простору за оркестар, а не на позорници. Након концертног извођења и генералне пробе у Севиљи, у марту 1923. године, опера је са принцезиним луткама изведена на поменути начин у музичкој соби њеног париског имања, у јуну исте године, а диригент је био Владимир Голшман. Ектор Дифран је певао улогу Дон Кихота, Ванда Ландовска је свирала чембало (Фаља је, у знак захвалности, за њу компоновао Концерт за чембало), а Рикардо Вињес и Емилио Пухол су били међу уметницима и музичарима који су помагали као позоришни радници. Премијери је присуствовао и Франсис Пуленк, који се први пут сусрео са Вандом Ландовском; она га је замолила да јој напише концерт за чембало и тако је настао његов Concert champêtre.

### Премијере
Светска премијера је одржана као концерт 23. марта 1923. године у севиљском Театру Сан Фернандо. Извођењем је дириговао композитор.
Сценска премијера се догодила 25. јуна 1923. године у Палати принцезе де Полињак, у Паризу. Извођењем је дириговао Владимир Колшман, а сетовима и луткама су управљали Ерменехилдо Ланз, Мануел Анхелес Ортиз, Хосе Вињес Рода и Ернандо Вињес. Режија је била у рукама Мануела де Фаље.
Премијери су присуствовали песници, музичари и сликари који су сачињавали изабрану скупину дворана принцезе де Полињак. Пет дана касније, Корпус Барга је објавио извештај у новинама El Sol и вербално портретисао неке од присутних: Пола Валерија као "песника дана, који прави покрете налик бродоломнику у таласима женских рамена", Игора Стравинског као "миша међу мачкама", Пабла Пикаса "у одећи за вечерњи излазак, окруженог гомилом људи, који изгледа као да се одмара у углу са шеширом накривљеним преко једне слепоочнице", и Хосеа Марију Серта.

### Каснија извођења
Фаља је успешно приказао дело на турнеји по Шпанији са Бетичким оркестром, камерним оркестром који је основао 1922. године. Луткарско позориште мајстора Педра је било велики Фаљин успех, са извођењима и новим поставкама широм Европе само неколико година након премијере. Опера Комик у Паризу је 1926. године прославила Фаљин педесети рођендан, а на програму су била његова дела Кратак живот, Љубав чаробница и Луткарско позориште мајстора Педра. На том извођењу су коришћена нова дизајнерска решења Фаљиног блиског пријатеља, уметника Игнасија Зулоаге, и нове лутке које је израдио Зулоагин шурак Максим Детомас. За ову поставку су певачи и остали учесници заменили велике лутке, а Фаља и Зулоага су лично учествовали: Зулоага у улози Санчо Пансе и Фаља у улози крчмара. Такође 1926. године, у априлу месецу, Луис Буњуел је режирао оперу у Амстердаму, користећи праве глумце за неке улоге. У каснијим извођењима често су коришћени певачи и глумци уместо лутака. Хосе Карерас је имао свој оперски деби у једанаестој години као дечак-наратор у поставци из 1958. којом је дириговао Хосе Итурби у Театру Лицеј у Барселони.

## Лица
- Дон Кихот, бас или баритон.
- Мајстор Педро, власник луткарског позоришта, тенор.
- Тумач, дечак-наратор, сопран.
- Санчо Панса, непевачка улога.
- Крчмар, непевачка улога.
- Студент, непевачка улога.
- Паж, непевачка улога.
- Мушкарци са копљем и халебардама.

## Инструментација
Анасамбл: флаута (удвојени пиколо), 2 обое, енглески рог, кларинет, фагот, 2 хорне, труба, удараљке (звоно, тенор добош, звечке, даире, там-там, ксилофон), тимпан, чембало, харфа-лаута (или харфа), гудачки инструменти.
Партитуру су објавили Џ. Лондон и В. Честер.
Посвета: “Très respectueusement dédié a Madame la Princesse Edmond de Polignac”

## Синопсис
Време радње: 1615.
Место радње: двориште крчме у неодређеном месту Манче у Шпанији (вероватно Оса де Монтијел)
El Pregón (Објава)
Дон Кихот и Санчо Панса присуствују луткарској приредби коју представља мајстор Педро, луткар. Појављује се звонећи звоном, с мајмуном на рамену. Привлачи пажњу и најављује извођење "Повести о Мелисендри", приче о усвојеној кћерки Карла Великог коју су отели Мавари и одвели је у Сарагосу. Представа, коју изводе мање лутке, одиграва се на следећи начин.
"Vengan, vengan, a ver vuesas mercedes..." (Приђите, ваше милости, приђите да видите...).
La Sinfonía de maese Pedro (Симфонија мајстора Педра)
Гледаоци пристижу, Дон Кихот се уз наклон мајстора Педра смешта у први ред, његове дуге ноге су испружене или прекрштене током наступајуће представе.
Historia de la libertad de Melisendra (Повест о ослобађању Мелисендре)
Причу пева шегрт мајстора Педра (дечак или тумач): почиње са увођењем у радњу: "Esta verdadera historia..." (Ова истинита повест...).
Сцена 1. La corte de Carlomagno (Двор Карла Великог)
Палата Карла Великог. Мелисендру, цареву усвојену кћер, маварски краљ Марсилио држи заробљену у Сарагоси. Сцена се претвара у двор Карла Великог, где дон Гајферос игра шах са дон Ролданом. Карло Велики је љут и тера дон Гајфероса да нешто предузме. Потоњи одбија Ролданову помоћ и спрема се да сам спасе Мелисендру. Сцена се одиграва након наративног објашњења, два витеза устају од стола за игру док цар улази уз звуке пригодне свечане музике и сукобљава се са дон Гајферосом, ударајући га својим скиптром, пре него што му окрене леђа. Оставши сами, два витеза се расправљају и дон Гајферос бесно одјури.
Сцена 2. Melisendra (Мелисендра)
"Ahora verán la torre del Alcázar de Zaragoza..." (Обратите пажњу на кулу на тврђави у Сарагоси...). Кула на тврђави у Сарагоси: у њој је заточена Мелисендра која мисли на свог мужа и Париз. Маварски војник се кришом приближава и љуби је у уста. Она зове у помоћ, чупајући косу, и стражари хватају Мавара. Дечак наставља причу, приповедајући како Мавара, проглашеног кривим чим је злочин почињен, воде улицама до градског трга где ће му задати двеста удараца.
Дечак додаје да код Мавара нема истражних радњи. Дон Кихот на то улаже приговор и устаје да изнесе свој протест: мајстор Педро говори дечаку да се држи приче и да је не улепшава на своју руку. "Niño, niño, seguid vuestra historia en línea recta..." (Дете, дете, наставите своју повест правом линијом...). Луткар се враћа у своју дашчару, а Дон Кихот седа на своје место.
Сцена 3. El suplicio del moro (Кажњавање Мавара)
Маварски војник је кажњен: ударци извршиоца казне у ритму музике. Мавар пада и стражари га одводе.
Сцена 4. Los Pirineos (Пиринеји)
Дон Гајферос јаше на коњу кроз пиринејске кланце. Огрнут је дугачком кабаницом и носи ловачку трубу, у коју непрестано дува. Завеса се поново спушта и дечак описује како Мелисендра, на прозору своје куле, прича са странцем доле на улици, тражећи му да у Паризу пита за дон Гајфероса: коњаник открива свој идентитет и ставља је на коња, јашући натраг у Париз.
Сцена 5. La fuga (Бекство)
Дон Гајферос је спасао Мелисендру. Јашу у смеру Париза. Дечак им жели све најбоље, да у срећи живе дуго као Нестор. Овај коментар наводи мајстора Педра да му каже да се држи приче. "Llaneza, muchacho, no te encumbres, que toda afectación es mala" (Полако, младићу: не узноси се; јер свако пренемагање је лоше). Завеса се подиже последњи пут, на сцени је краљ Марсилио окружен стражарима, дечак упире штапом у фигуре док приповеда причу. Мавари откривају бекство и дижу узбуну.
Сцена 6. La persecución (Потера)
Град је у метежу, звона звоне са минарета. Дон Кихот скаче и протестује јер Мавари немају црквена звона, већ бубњеве и зурле. "Eso no, que es un gran disparate" (То не, то је велика глупост). Мајстор Педро извирује из дашчаре и говори Дон Кихоту да се не обазире на такве ситнице, јер су драме увек пуне нетачности ове врсте. Дон Кихот се слаже и поново седа.
Маварски војници их прогањају. Дон Кихот је бесан што види Маваре у потери за хришћанским паром. Дечак истиче да фигуре које прогањају дон Гајфероса и Мелисендру, овога пута са трубама и бубњевима, само што нису ухватиле бегунце. У том тренутку, Дон Кихот не може да се дистанцира од насиља на сцени: убеђен да су лутке праве, скаче, вади мач и напада лутке, уништавајући луткарско позориште. "Alto, malnacida canalla, non les sigáis" (Стани, простачка руљо; не гони их).
Finale (Финале)
Дон Кихот за себе каже да је лутајући витез који пати за прелепом Дулсинејом. "Y vosotros: caballero Don Gaiferos, hermosa y bella señora Melisendra..." (А ви: витеже дон Гајферосу, дивна и лепа госпо Мелисендра...). Пева о својој љубави према Дулсинеји: "Oh, Dulcinea, señora de mi vida" (Ох, Дулсинеја, госпо мог живота) и о свом подвигу и подвигу старих витезова, док мајстор Педро у очају зури у поцепане лутке.

## Музичка анализа
Музички језик напушта андалузијски призвук Фаљиних ранијих дела у корист средњовековних и ренесансних извора; Фаља је за свог наратора прилагодио певане јавне прокламације (pregones) у старим селима Шпаније. Фаља је позајмио теме од барокног гитаристе Гаспара Санца, од оргуљаша и теоретичара Франсиска Салинаса из 16. века и из шпанске народне традиције (али кастиљску народну музику, а не андалузијску), поред својих евокативних инвенција. Његова инструментација за мали оркестар, у који уводи до тада непознати звук чембала, била је лагана, оштра, неокласична на високо личан и оригиналан начин, и одсечно виртуозна. Исход је потпуно оригинална музика, наизглед једноставна, али веома богата. Поклапање музике и текста је једно од највећих достигнућа дела: као никада пре, шпански језик овде налази свој прави музички израз.
Из Славећи Дон Кихота Јозефа Хоровица:
"Дело је изненађујуће театрално. Врца од хумора и неограниченог елана. Кроз њега се провлаче тако суптилни детаљи као што су Дон Кихотове дуге и трапаве ноге – једини његов део који остаје видљив након што почне представа мајстора Педра; 'током изведбе', истиче Фаља, 'остаће у видокругу, понекад опуштене, понекад прекрштене.' Изнад сваке похвале је Фаљино преплитање две луткарске поставе и темпо који покреће њихову конвергенцију ка климаксу у тренутку када Дон Кихот устаје да се заузме за Мелисендру (у тој тачки остали гледаоци представе извијају вратове да боље осмотре радњу.) Овај врхунац, лукаво осмишљен, опада до једнако прецизног расплета: Дон Кихотовог отпоздрављања лутајућим витезовима (одабраног из другог поглавља романа), чиме он коначно и у потпуности заузима централну позорницу."

## Снимци
Аудио
- 1950. Ataúlfo Argenta, cond.; E. D. Bovi (baritone), E. de la Vara (tenor), Lola Rodríguez de Aragón (sop.). Orq. Nacional de España. Columbia RG 16109-12 (1 disc 78 rpm).
- 1953. F. Charles Adler, cond.; Otto Wiener (baritone), Waldemar Kmentt (tenor), Ilona Steingruber (sop.). Wiener Staatsopernorchester. SPA-Records 43 (1 LP).
- 1953. Eduard Toldrà, cond.; Manuel Ausensi (baritone), Gaetano Renon (tenor), Lola Rodríguez de Aragón (sop.). Orc. National de la Radiodiffusion Française (Théatre Champs Elysées). Angel 35089 (2 LP); Columbia FXC 217 (1 LP); Fonit 303 (1 LP); EMI 569 235-2 (4 CD, 1996).
- 1954. Ernesto Halffter, cond.; Chano González (bass), Francisco Navarro (tenor), Blanca Seoane (sop.). Orc. Théatre Champs Elysées. Ducretet 255 C 070 (1 LP); MCA Classics MCAD 10481 (1 CD).
- 1958. Ataúlfo Argenta, cond. Raimundo Torres (bass), Carlos Munguía (tenor), Julita Bermejo (sop.). Orquesta Nacional de España. Decca TWS SXL 2260 (1 LP). RCA, London.
- 1961. Pedro de Freitas Branco, cond.; Renato Cesari (baritone), Pedro Lavirgen (tenor), Teresa Tourné (sop.). Orq. de Conciertos de Madrid. Erato; Grande Musique d'Espagne GME 221 (1 CD)
- 1966. Ernesto Halffter, cond.; Pedro Farrés (bass), José María Higuero (tenor), Isabel Penagos (sop.). Orq. Radiotelevisión Español. Live from Teatro de la Zarzuela performance. Almaviva (1996) (1 CD).
- 1973. Odón Alonso, cond.; Pedro Farrés (baritone), Julio Julián (tenor), Isabel Penagos (sop.). Orq. alla Scala of Milan. Zafiro (1 LP).
- 1977. Charles Dutoit, cond.; Manuel Bermúdez (bar.), Tomás Cabrera (ten.), Ana Higueras-Aragón (sop.). Instrumental Ensemble. Erato STU 70713.
- 1980. Simon Rattle, cond.; Peter Knapp (baritone), Alexander Oliver (tenor), Jennifer Smith (sop.). London Sinfonietta. Argo ZRG 921 (1 LP); Decca 433 908-2 (2 CD).
- 1990. Josep Pons, cond.; Iñaki Fresán (baritone); Joan Cabero (tenor), Joan Martín (boy treble). Orq. de Cambra del Teatre Lliure (Barcelona). Harmonia Mundi HMC 905213 (1 CD).
- 1990. Charles Dutoit, cond.; Justino Díaz (baritone), Joan Cabero (tenor), Xavier Cabero (boy treble). Orchestre Symphonique de Montreal. Decca 071 145-1 ½ CDV (Film 27’51).
- 1991. Robert Ziegler, cond.; Matthew Best (bar.), Adrian Thompson (ten.), Samuel Linay (treble).Matrix Ensemble. ASV CDDCA 758 (1 CD).
- 1994. Eduardo Mata, cond.; William Alverado (bar.), Miguel Cortez (ten.), Lourdes Ambriz (sop.). Solistas de México. Dorian DOR 90214 (1 CD).
- 1997. Diego Dini Ciacci, cond.; Ismael Pons-Tena (baritone), Jordi Galofré (tenor), Natacha Valladares (soprano). I Cameristi del Teatro alla Scala (Milan). Naxos 8.553499 (1 CD).
- 2007. Jean-François Heisser, cond.; Jérôme Correas (baritone), Eric Huchet (tenor), Chantal Perraud (sop.). Orch. Poitou-Charentes. Mirare.

Видео
- Филмска верзија опере у боји саставни је део DVD издања Nights in the Gardens of Spain.[4] Ово је иста филмска верзија коју је А&E приказао на телевизији 1992. године. Хустино Дијаз је играо као Дон Кихот, Ксавијер Каберо као Дечак, Жоан Каберо као Мајстор Педро, а Монтреалским симфонијским оркестром дириговао је Шарл Дитоа. У овој поставци, људске ликове су играли прави глумци, док су лутке остале лутке.